# Подграђе (Невесиње)
Подграђе је насељено мјесто у општини Невесиње, Република Српска, БиХ. Према попису становништва из 1991. у насељу је живјело 29 становника.

## Познати становници
- Младен Братић, генерал-мајор Југословенске народне армије

## Становништво
| Националност       | 1991. | 1981. | 1971. | 1961. |
| Срби               | 29    | 54    | 120   | 161   |
| Југословени        |       | 3     |       |       |
| остали и непознато |       |       |       |       |
| Укупно             | 29    | 57    | 120   | 161   |

| Демографија | Демографија | Демографија |
| Година      | Становника  | Становника  |
| ----------- | ----------- | ----------- |
| 1961.       | 161         |             |
| 1971.       | 120         |             |
| 1981.       | 57          |             |
| 1991.       | 29          |             |